# هامون جازموریان

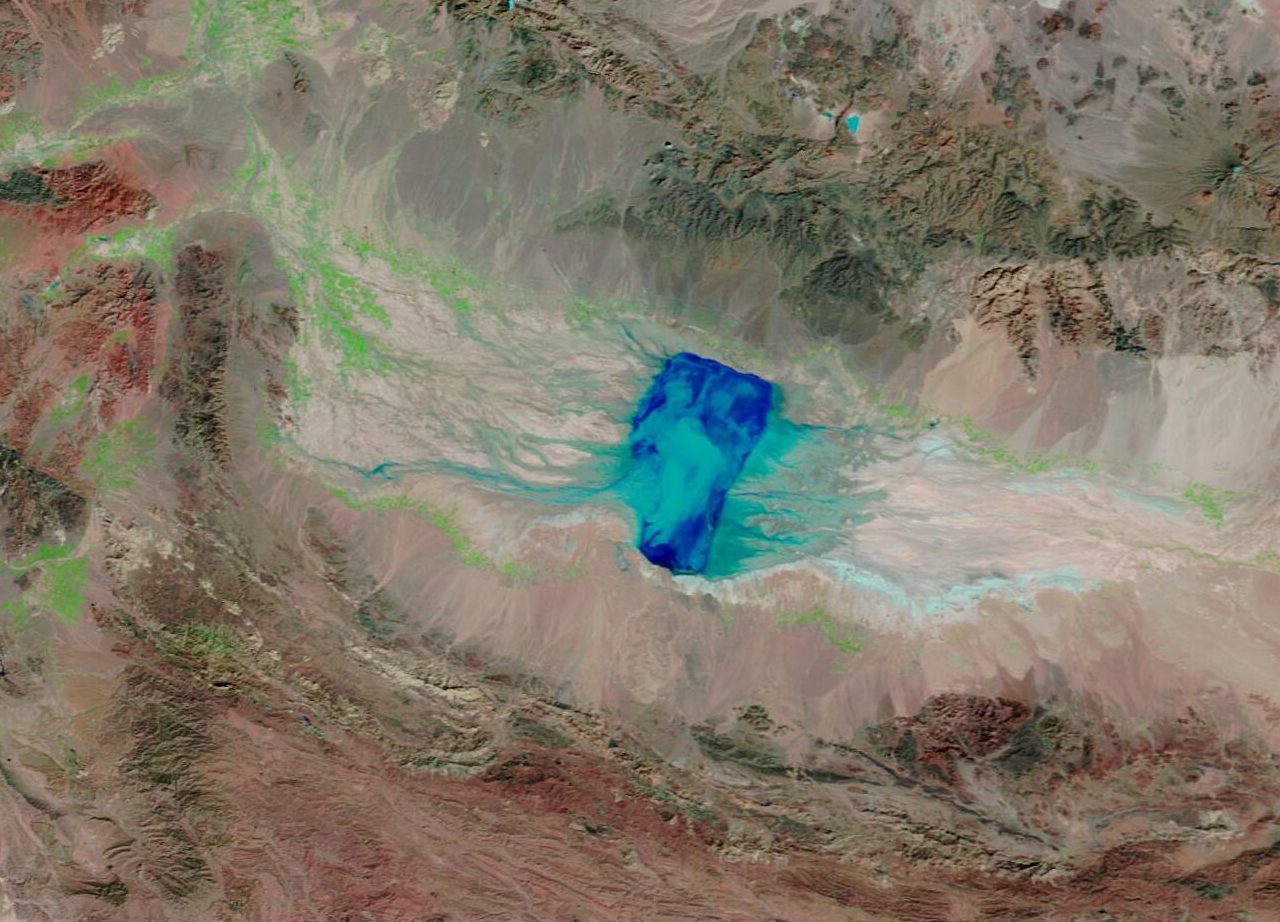
آبگیری ۵۰٪ از سطح دریاچه جازموریان در سیل دی ماه سال ۱۴۰۰ در نتیجه ورود موج باد از غرب و جنوب غربی به منطقه. بیشتر حوضه آبریز خشک جازموریان که از هر طرف توسط کوه احاطه شده است، کمتر از ۱۰۰ میلی‌متر بارندگی در سال دریافت می‌کند. مرطوب‌ترین قسمت در غرب، سالانه حدود ۲۰۰ میلی‌متر بارش دریافت می‌کند. در مقابل، تبخیر سالانه در سراسر حوضه ۲۵۰۰ میلی‌متر تخمین زده شده است که یک محیط بسیار خشک را ایجاد می‌کند که فقط به‌طور موقت رطوبت را حفظ می‌کند.

هامون جازْموریان، دریاچه هامون جازموریان یا جازموریان یا جَزْموریان یک دریاچه و فرونشت زمین‌شناختی جوان در مرز استان‌های سیستان و بلوچستان و کرمان است که ارتفاع آن از سطح دریا ۳۶۶ متر می‌باشد. هم‌اکنون رودهای متعدد در موقع بارش‌های شدید گاهی تا کفه جازموریان ادامه پیدا کرده و به آن می‌ریزند که از جمله آن‌ها رود بَمپور و هلیل‌رود است. کفه جازموریان در شمال با رشته کوه جبال بارز و در جنوب با بلندی‌های بشاگرد محاصره شده است. سفره آب زیرزمینی در محدوده پهنه هامون جازموریان دارای آب شور می‌باشد؛ در نتیجه در محدوده پهنه، برداشتی از آب زیرزمینی برای شرب یا کشاورزی انجام نمی‌شود.
مساحت آبگیر دریاچه جازموریان ۱۰۸ هزار هکتار و وسعت حوضهٔ آبریز آن ۶۹٬۳۹۰ هزار کیلومتر مربع است. نیمهٔ غربی این حوضه به وسعت ۳۵٬۳۹۰ کیلومتر مربع در استان کرمان و نیمهٔ شرقی آن به وسعت ۳۴٬۰۰۰ کیلومتر مربع در استان سیستان و بلوچستان جای دارد. دشت‌های حوضهٔ آبریز جازموریان شامل دشت‌های جیرفت، فاریاب و رودبار جنوب در استان کرمان و دشت‌های ایرانشهر، بمپور، سردگان، دلگان، سرتختی و اسپکه در استان سیستان و بلوچستان هستند. بعضی از این دشت‌ها مانند دشت جیرفت و رودبار از مساعدترین نقاط فلات ایران برای کشت گیاهان گرمسیری به‌شمار می‌آیند.
رودخانه هلیل‌رود مهم‌ترین و پرآب‌ترین رودخانه حوضه آبریز جازموریان است. با آبگیری سد جیرفت در سال ۱۳۷۰ شمسی که بر روی این رود و رها نساختن جریان زیست‌محیطی رودخانه، عملاً رودخانه هلیل‌رود در پایین دست سد تبدیل به یک رودخانه غیر دائمی شد و اثر جدی بر وضعیت دریاچه گذاشت. جازموریان که سال‌ها به کانون تولید ریزگرد در منطقه تبدیل شده بود، در جریان سیل‌های دی‌ماه ۱۳۹۸ آب‌گیری شد.

## واژه‌شناسی
در اصطلاح محلی پوشش گیاهی را جاز می‌نامند و انبوهی و کثرت آن را موریان می‌گویند. به همین سبب، این ناحیه به «جازموریان» معروف شده است.

## حوضه آبریز

### مشخصات حوضه
در حوضهٔ آبریز جازموریان، آب همهٔ رودخانه‌ها و مسیل‌ها به هامونِ (دریاچهٔ) جازموریان می‌ریزد. عمده آورد آب حوضه آبریز از طریق دو رودخانه دائمی هلیل‌رود و بمپور است. علاوه بر این دو، شماری آبراهه نیز وجود دارد که آب آن‌ها مستقیماً وارد هامون جازموریان می‌شوند. در این حوضه ۹۱ رودخانهٔ کوچک و بزرگ جریان دارد که هلیل‌رود بزرگ‌ترین آن‌هاست. حجم آب این رودخانه بستگی به ذوب شدن برف‌های انباشته شده در کوه‌های استان کرمان و ریزش باران دارد. کمبود ریزش‌های جوی و بالا بودن درجهٔ حرارت و میزان تبخیر، دیگر رودهای این حوضه را به صورت رودهای کم‌آب فصلی و خشکرود و مسیل درآورده است.
هَلیل‌رود از بلندی‌های بافت و رابر سرچشمه می‌گیرد و تنها در سال‌های پربارش از سد جیرفت سرریز می‌کند و پس از آبیاری مزارع جیرُفت و رودبار به باتلاق می‌پیوندد. رود بپمور از غرب بلوچستان به سوی مشرق باتلاق جاری می‌شود.

### هواشناسی حوضه آبریز جازموریان
آب و هوای این منطقه به شدت متأثر از ارتفاع از سطح دریا و عرض جغرافیایی است و جزو اقلیم‌های بیابانی به‌شمار می‌آید. بلندترین نقطهٔ حوضه که در دیواره‌های کوهستانی شمال و شمال غرب آن واقع است، در ناحیهٔ کوه شاه حدود ۴٬۴۰۰ متر از سطح دریا ارتفاع دارد؛ این ارتفاع در چالهٔ جازموریان در نواحی مرکزی به حدود ۳۵۰ متر کاهش می‌یابد و از آنجا مجدداً در جهت جنوب بر ارتفاع اراضی افزوده می‌شود تا آنکه به بلندی‌های بشاگرد ختم می‌شود.
میزان بارش سالانه در بلندی‌های شمال حوضهٔ جازموریان میان ۵۰۰ تا ۶۰۰ میلی‌متر در نوسان است، در حالی‌که در بخش گسترده و پست جنوبی میزان بارش از حدود ۱۰۰ میلی‌متر در سال تجاوز نمی‌کند. هرچند حوضهٔ آبریز جازموریان از لحاظ هیدرولوژیکی ایران بخشی از حوضهٔ آبریز مرکزی ایران است، اما از لحاظ اقلیم‌شناسی به علت دریافت رطوبت نسبی فراوان از دریای عمان، دارای شرایطی استثنایی و مستقل از نواحی مرکزی ایران است؛ به همین علت با وجود محدودیت بارش‌های جوی و گرمای توان‌فرسا و تبخیر سالانهٔ بسیار بالا، که در بعضی نواحی بیش از ۴٬۵۰۰ میلی‌متر است، این حوضه از نظر امکان احیا و بازسازی و بهره‌برداری از منابع طبیعیِ تجدید شونده از امکانات مناسبی برخوردار است و به هیچ‌وجه با دیگر حوضه‌های مرکزی ایران قابل مقایسه نیست.

### خاک و پوشش گیاهی دریاچه جازموریان
بستر دریاچه از قلوه سنگ و لایه‌های شنی و آهکی ساخته شده است که در نفوذ آب به منابع آبهای زیرزمینی (که شور هستند) کمک می‌کند. منطقه دریاچه که سواحل آن پیوسته در تغییر است، دارای زمینهای باتلاقی و لجن‌زار است؛ گیاهان آن کم است و فقط بعضی تپه‌های پوشیده از بوته و خار در آن دیده می‌شود در تحقیق کریستی در سال ۱۹۷۰ دریاچه جازموریان را دارای ۳ بخش دانسته که بخش اول آن یک دریاچه فصلی، بخش دوم یک پهنه مرطوب و بخش سوم یک پهنه باتلاقی است.
شوری خاک در حوضه آبریز دریاچه جازموریان از بلندی‌های اطراف که ۰/۶۵ دسی زیمنس بر متر است تا مناطق پست و خود دریاچه که ۳۵۵٫۵ دسی زیمنس بر متر است (۷ برابر شوری خاک سواحل دریای عمان) تغییر می‌کند.

### آب دریاچه جازموریان
آب هامون جازموریان به علت فرورفتن سریع آب در زمین و ساکن نماندن در دریاچه، زیاد شور نیست. اگرچه که معمولاً کفه جازموریان بعد از ساخت سدها بر روی رودخانه هلیل رود و بمپور خشک است و تنها در مواقع بارش سنگین آب به دریاچه می‌رسد. فیشر و همکاران (۱۹۶۸) آب هامون جازموریان را شور می‌داند. بنابر این تحقیق او شوری آب جازموریان تا حد فوق اشباع از نمک گزارش شده ولی در تحقیق اوبرلندر (۱۹۸۸) آب هامون قابل شُرب دانسته شده.

### آب سفره زیر زمینی دریاچه جازموریان
سفره آب زیرزمینی در محدوده پهنه هامون جازموریان دارای آب شور می‌باشد؛ در نتیجه در محدوده پهنه، برداشتی از آب زیرزمینی برای شرب یا کشاورزی انجام نمی‌شود.

## جغرافیای جازموریان
دریاچه جازموریان به عنوان یکی از تالاب‌های فصلی مشترک بین سیستان و بلوچستان و کرمان است که با مساحت ۳۳۰۰ کیلومتر مربع بر اثر فرونشست زمین با ساختی جوان در فاصلهٔ ۱۵۰ کیلومتری غرب ایرانشهر ایجاد شده است. این کفه به علت پدیدهٔ تغییر اقلیم در سال‌های اخیر و همچنین احداث سدهای متعدد بر حوضهٔ آبریز آن همچون سد جیرفت در استان کرمان بر روی هلیل‌رود و سد کارواندر در سیستان و بلوچستان، دچار خشکسالی شده و به عنوان یکی از کانون‌های گرد و غبار جنوب شرق ایران شناسایی شده است.
حوضهٔ آبریز جازموریان از شمال توسط کوه شاه، کوه بزمان، جبال بارز از حوضهٔ آبریز کویر لوت، و از جنوب توسط بلندی‌های بشاگرد از حوضهٔ آبریز دریای عمان و خلیج فارس جدا می‌شود. حدود ۳۴٬۱۶۰ کیلومتر مربع از اراضی این حوضه را مناطق کوهستانی، و حدود ۳۲٬۴۰۰ کیلومتر مربع آن را دشت‌ها و کوهپایه‌ها، و حدود ۳٬۰۰۰ کیلومتر مربع باقی‌مانده را باتلاق‌ها و شوره‌زارها تشکیل می‌دهد. به سبب فقدان پوشش گیاهی مناسب در اراضی حوضه، به هنگام بارندگی سیلاب‌های شدیدی به راه می‌افتد که باعث می‌گردد تا آب‌های حاصل از بارندگی کمتر در زمین نفوذ کند و از سوی دیگر فرسایش شدید خاک نیز زیان‌های بسیاری به بار می‌آورد.
هامون جازموریان بین کوه‌های مکران و شاهسواران قرار دارد و از مشرق به مغرب تقریباً به‌طول ۳۰۰ کیلومتر و از شمال به جنوب به‌عرض ۱۰۰ کیلومتر است. رودهای هلیل‌رود و بمپور به این هامون می‌ریزند. برخلاف تمام هامون‌های بسته درونی ایران خاک‌های هامون جازموریان چندان شور نیست و زمین آن از قلوه‌سنگ‌ها و لایه‌های شنی و آهکی ساخته شده است. کوه‌هایی که آن را فرا گرفته‌اند یا به‌طور ملایم به‌داخل آن پیش می‌روند یا یک‌مرتبه فرود آمده شیب تند می‌سازند و دامنه‌های آن‌ها را نهرهای کوچکی قطع می‌کند که گل و لای با خود حمل کرده مخروط‌های سیلی می‌سازد. 
رستنی‌های این دامنه‌ها بسیار کم و عبارت از بوته‌های پراکنده و مختصر علف است. منظره آن فقط با تپه‌های کوچک و نخلستان‌های کوچک در بعضی قسمت‌ها عوض می‌شود. هامون جازموریان در دوره‌های اخیر زمین‌شناسی مسدود شده و سابقاً رودهای هلیل‌رود و بمپور در جنوب غربی به دریای عمان می‌ریخته‌اند. چین‌خوردگی زمین، دره را مسدود و آن را به‌صورت هامون کنونی درآورده و دو رود نام‌برده محل جدیدی برای آب‌های خود یافته دریاچه جزموریان را تشکیل داده‌اند.

### وسعت دریاچه
وسعت هامون جازموریان به‌طور قابل ملاحظه‌ای در فصل‌های مختلف سال متفاوت است و معمولاً در اواخر تابستان یا اوایل پاییز خشک می‌گردد و به علت شیب کم دریاچه، کوچک‌ترین تغییر در حجم آبِ آن در سطح وسیعی منعکس می‌شود.
منطقه دریاچه که سواحل آن پیوسته در تغییر است دارای زمین‌های باتلاقی لجن‌زار و رستنی‌های آن کم و فقط بعضی ماهورهای پوشیده از بوته و خار در آن می‌توان یافت. در بعضی از نقاط کرانه آن ماهورهای پوشیده از گیاه دیده می‌شود. در قسمت‌های شمالی و مرکزی هامون در امتداد بستر نهرها تا فاصله چندین کیلومتر رشته‌های باریک سبزی و شیارهای ماهوری سبز در جنوب و شمال رود بمبور دیده می‌شود. قسمتی از این سبزی‌ها نیزار و خارزار است. تپه‌های شنی چندان بلند نیستند و دندانه‌های شانه‌ای آن‌ها امتداد معینی ندارند. در قسمت جنوب شرقی هامون توده‌های عظیم شنی وجود دارد که بعضی از آن‌ها را تا ارتفاعات ۸۰۰ متری می‌توان یافت. یکی از این توده‌های شنی به‌شکل بیضی به‌طول ۲۰ کیلومتر از مغرب تا مشرق و بعضی ۱۶ کیلومتر از شمال به جنوب است.
سطح هامون جازموریان در مواقعِ پرآبی به حدود ۳٬۳۰۰ کیلومتر مربع، و درازای آن به حدود ۱۰۰ کیلومتر و پهنای آن به بیش از ۴۵ کیلومتر می‌رسد. آب هامون جازموریان برخلاف دیگر هامون‌های بستهٔ درونی ایران چندان شور نیست. علت این امر را فرورفتن آب و ساکن نماندن آن در دریاچه دانسته‌اند. بستر دریاچه از قلوه سنگ و لایه‌های شنی و آهکی ساخته شده است که در نفوذ آب به منابع آب‌های زیرزمینی کمک می‌کند. منطقهٔ دریاچه که سواحل آن پیوسته در تغییر است، دارای زمین‌های باتلاقی و لجن‌زار است؛ گیاهان آن کم است و فقط بعضی تپه‌های پوشیده از بوته و خار در آن دیده می‌شود.

### کاوش‌های زمین‌شناسی و باستان‌شناسی
برپایهٔ پژوهش‌های زمین‌شناسان، هامون جازموریان در دوره‌های اخیر زمین‌شناسی مسدود شده است و تا پیش از آن، آب رودخانه‌های هلیل‌رود و بمپور به دریای عمان می‌ریخته که همین امر موجب شسته شدن نمک‌ها و شیرینی آب این دریاچه است؛ اما چین‌خوردگی زمین که بر اثر فرو رانشِ پوستهٔ اقیانوسی عمان در شمال مکران صورت گرفته، این منطقه را مسدود ساخته، و آن را به صورت هامون کنونی درآورده است؛ در نتیجه، دو رود نام‌برده محل جدیدی برای آب‌های خود یافته، و دریاچهٔ جازموریان را تشکیل داده‌اند. در حاشیهٔ جازموریان آثار زندگی در دوران باستان و پیش از میلاد مشاهده می‌شود که تپهٔ باستانی در روستای زیارت میرمقداد یکی از نشانه‌های حیات در دوران باستان و مکانی پیشرفته در جازموریان بوده که تأمین نیازهایش را قلاع کارگاهی مجاورش برعهده داشته‌اند. بومیان خود اعتقاد دارند نام قدیمی منطقه زِگِردی به معنای مکانی بزرگ و بدون پوشش در میان جنگل یا پوشش گیاهیست و در قدیم یکی از مقرهای میرچاکر رند یکی از شاهان بلوچستان بوده که بیشتر به کشاورزی اختصاص داشته است. به‌طور کلی حوضهٔ جازموریان از عهد باستان مکانی مهم برای کشاورزی و دامداری و تجارت بوده است.